# 路易斯·吉列爾莫·索利斯
路易斯·吉列爾莫·索利斯·里维拉（西班牙語：Luis Guillermo Solís Rivera，1958年4月25日—）是一位哥斯大黎加的政治人物，隸屬於公民行動黨。他在2014年哥斯大黎加大選中經過兩輪投票勝出，成功當選哥斯大黎加總統。

## 生平
他具有牙买加和华人血统。1977年加入国家自由党。1979年获得哥斯大黎加大學历史学学位。后来取得杜蘭大學拉美研究硕士学位。1981年到87年他在哥斯大黎加大學担任副教授。1983到85年在密西根大學任福布莱特计划学者。他已发表许多有关国家和国际事务的论文和书籍。2009年加入公民行动党。2015年1月6日，于访华期间获中国人民大学名誉博士学位，受聘拉美研究中心名誉顾问。